# Glauconome cumingi
Glauconome cumingi is een tweekleppigensoort uit de familie van de Glauconomidae. De wetenschappelijke naam van de soort is voor het eerst geldig gepubliceerd in 1862 door Prime.